# Dhundiraj Govind Phalke

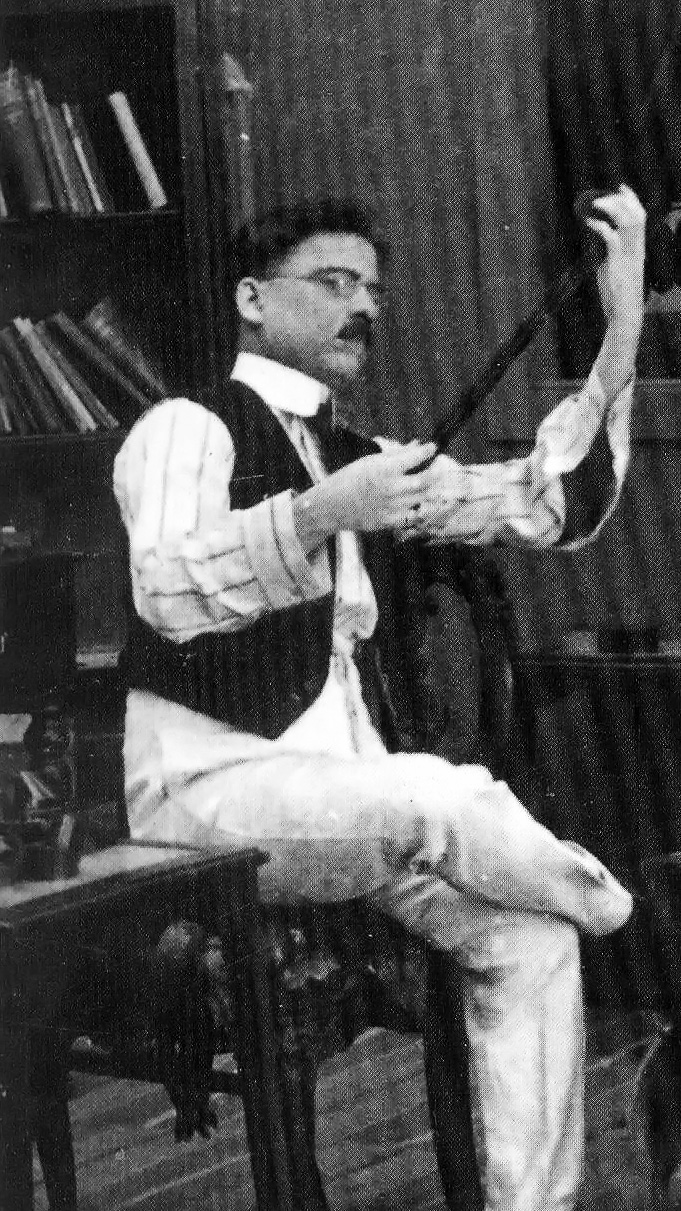
Dhundiraj Govind Phalke

Dhundiraj Govind Phalke ⓘ (auch genannt Dadasaheb Phalke, Marathi धुंडिराज गोविंद फाळके; * 30. April 1870 in Trimbak, Präsidentschaft Bombay, Britisch-Indien; † 16. Februar 1944 in Nashik, Präsidentschaft Bombay, Britisch-Indien) war ein indischer Filmregisseur. Er gilt als der Begründer der indischen Filmindustrie.

## Leben
Phalke studierte Kunst und Architektur in Bombay an der Sir Jamsetjee Jeejebhoy School of Art. Er arbeitete zunächst als Landschaftsmaler, Fotograf, Bühnenvisagist und als Assistent für einen deutschen Zauberkünstler. Ein Angebot, in Deutschland als Kunstdrucker anzufangen, schlug er aus und ging stattdessen 1912 nach England, um Ausrüstung für die Filmproduktion zu erwerben.
Von einem Bekannten bekam er die nötige finanzielle Unterstützung, um Indiens ersten Spielfilm zu produzieren. Das Ergebnis war Raja Harishchandra, der am 3. Mai 1913 ins Kino kam. Er handelt von einem König der um seiner Prinzipien willen sein Königreich und seine Familie opfert, bevor er sie von den durch seine Aufrichtigkeit beeindruckten Göttern zurückerhält. Der Film gewann die Zuschauer, da sie, anders als bei den üblichen westlichen Filmen, eine Geschichte zu sehen bekamen, mit der sie vertraut waren.
Phalke ging nach Nashik und produzierte weitere Filme. Angebote in Europa zu bleiben, die er bei einem Besuch in England 1914 erhielt, schlug er erneut aus und kehrte mit neuem Filmequipment zurück nach Indien. Von 1917 bis 1919 drehte er dort seine größten und erfolgreichsten Filme, alle mythologische Geschichten darstellend. Sein 1919 entstandener Film Kaliya Mardan ist der heute am vollständigsten erhaltene Film Phalkes. Wie zuvor auch seine Kollegen Georges Méliès und David Wark Griffith im Westen beschäftigte sich Phalke mit Spezialeffekten, aufwendigen Sets und den technischen Aspekten des Filmens.
Der mythologische Film dominierte das indische Kino für eine Weile, aber in den 1920er Jahren änderte sich der Geschmack des Publikums zu mehr action-lastigen Sujets und der Film wurde kommerzieller. Phalke drehte den Hauptteil seiner Filme in den 1920er Jahren, fühlte sich aber mehr und mehr als Außenseiter und trat 1928 vom Filmemachen zurück. Er drehte jedoch 1931 und 1937 noch jeweils einen Film, ohne dass diesen größerer Erfolg beschieden war. Als er 1944 starb, war er bereits vergessen.
Der renommierteste Filmpreis Indiens, der Dadasaheb Phalke Award, erinnert heute an den Pionier des indischen Films. Paresh Mokashis marathischer Film Harishchandrachi Factory (2009) über Phalkes Filmarbeit war Indiens Kandidat für eine Oscarnominierung.

## Filme (Auswahl)
- 1913: Raja Harishchandra
- 1913: Mohini Bhasmasur
- 1914: Satyavan Savitri
- 1917: Lanka Dahan
- 1918: Shri Krishna Janam
- 1919: Kaliya Madan
- 1931: Setu Bandhan
- 1937: Gangavataram